# Huy Châu
Huy Châu (chữ Hán giản thể: 徽州区, âm Hán Việt: Huy Châu khu) là một quận của địa cấp thị Hoàng Sơn, tỉnh An Huy, Cộng hòa Nhân dân Trung Hoa. Quận Huy Châu có diện tích 424 km², dân số 100.000 người. Mã số bưu chính của Huy Châu là 245061, mã vùng điện thoại là 0559. Về mặt hành chính, quận này được chia thành 1 nhai đạo, 4 trấn, 3 hương. 
- Nhai đạo: Huy Châu.
- Trấn: Nham Tự, Tây Khê Nam, Tiềm Khẩu, Trình Khảm.
- Hương: Phú Khê, Dương Thôn, Hiệp Xá.